# Championnat du monde de Formule 1 1966
Navigation
1965 1967
Le championnat du monde de Formule 1 1966 a été remporté par l'Australien Jack Brabham sur une Brabham-Repco. Brabham remporte également le championnat du monde des constructeurs.
Cette année-là, Jack Brabham est le premier pilote de l'histoire du championnat du monde de Formule 1 à remporter un Grand Prix au volant d'une voiture de sa conception et le premier pilote-constructeur à remporter simultanément les deux titres « pilote » et « constructeur ».

## Règlement sportif
- Seuls les cinq meilleurs résultats sont retenus.
- L'attribution des points s'effectue selon le barème 9, 6, 4, 3, 2 et 1 points.

## Règlement technique
- Moteurs atmosphériques : 3 000 cm3
- Moteurs suralimentés : 1 500 cm3

Après cinq années passées sous le régime des moteurs d'1,5 litre, la Formule 1 change d'ère avec le passage au moteur de 3 litres de cylindrée. Les moteurs suralimentés sont à nouveau autorisés en vertu d'une équivalence de 1 à 2 avec les moteurs atmosphériques mais il faudra attendre onze ans pour qu'une équipe, Renault, ne se lance dans cette voie.

## Principaux engagés
- Le changement de réglementation entraîne une bouleversement des forces en présence : Coventry Climax, avait annoncé de longue date à ses partenaires (Lotus, Brabham et Cooper) qu'il ne concevrait pas un moteur 3 litres et se retirerait du championnat.
- La Scuderia Ferrari apparaît comme l'équipe la mieux armée à l'entame du championnat : par sa présence en Endurance, elle possède en effet un V12 de 3 000 cm3 prêt à être utilisé dès le début de saison. John Surtees remis de son accident de la saison précédente et Lorenzo Bandini sont ainsi les deux grands favoris du championnat.
- D'importants changements ont agité l'écurie Cooper l'année précédente. La famille Cooper a revendu l'équipe au Chipstead Motor Group, dirigé par Jonathan Sieff. Proche de Maserati, Sieff a obtenu pour Cooper la fourniture d'un inédit V12 Maserati de 3 litres. Après le départ de Bruce McLaren, Cooper s'appuiera sur Jochen Rindt ainsi que sur Richie Ginther toujours lié à Honda, mais laissé libre par la firme japonaise qui fait l'impasse sur le début de saison.
- Brabham bénéficie d'un moteur de 3 litres dès le début de saison grâce à la firme australienne Repco, spécialisée dans les pièces détachées, qui collabore de longue date avec Brabham. Pour concevoir ce nouveau moteur, Repco s'est basé sur un V8 de 3,5 litres Oldsmobile de série ramené à 3 litres. Côté pilote, l'écurie est amoindrie par le départ de Dan Gurney. Déjà aperçu en 1965 en tant que pilote suppléant, le Néo-Zélandais Denny Hulme est titularisé aux côtés de Jack Brabham.
- La palme de l'audace revient à BRM qui, plutôt que de concevoir un nouveau moteur, a tout simplement décidé d'accoupler en les superposant deux V8 de 1,5 litre pour donner naissance à un moteur H16 de 3 litres. Sa conception ayant pris du retard, BRM commence la saison avec un ancien V8 à la cylindrée portée à 2 litres. Graham Hill et Jackie Stewart restent les deux pilotes titulaires.
- Lotus, lâchée par Climax et en attendant que se concrétise le projet Cosworth, a signé un contrat avec BRM pour la fourniture du fameux H16. Lotus commencera l'année avec un ancien Climax d'1,5 litre, porté à 2 litres. Le double champion du monde Jim Clark reste fidèle à son équipe de toujours, tandis que Peter Arundell, si prometteur deux ans auparavant avant un grave accident, effectue son retour à ses côtés.
- Deux nouvelles écuries font leur entrée en scène : figures majeures du championnat du monde depuis plusieurs années, Bruce McLaren et Dan Gurney se lancent en Formule 1 avec leur propre structure. McLaren s'est tourné vers un moteur V8 Ford 4,2 litres issu des 500 Miles d'Indianapolis et ramené à la cylindrée règlementaire alors que de son côté, Dan Gurney se contente d'un antique moteur Climax de 2,5 litres en attendant que la firme britannique Weslake finalise son V12 de 3 litres.

| Écurie                      | Constructeur   | Châssis        | Moteur                                                     | Pneus | Pilotes                | Courses       |
| --------------------------- | -------------- | -------------- | ---------------------------------------------------------- | ----- | ---------------------- | ------------- |
| Bruce McLaren Motor Racing  | McLaren        | M2B            | Ford 406 3.0 V8 Serenissima 3.0 V8                         | F     | Bruce McLaren          | 1-2, 4-5, 8-9 |
| Team Lotus                  | Lotus          | 43 33          | BRM P75 3.0 H16 Climax FWMV 2.0 V8 BRM P56 2.0 V8          | F     | Jim Clark              | Toutes        |
| Team Lotus                  | Lotus          | 43 33          | BRM P75 3.0 H16 Climax FWMV 2.0 V8 BRM P56 2.0 V8          | F     | Peter Arundell         | 2-9           |
| Team Lotus                  | Lotus          | 43 33          | BRM P75 3.0 H16 Climax FWMV 2.0 V8 BRM P56 2.0 V8          | F     | Pedro Rodríguez        | 3, 8-9        |
| Team Lotus                  | Lotus          | 43 33          | BRM P75 3.0 H16 Climax FWMV 2.0 V8 BRM P56 2.0 V8          | F     | Giacomo « Geki » Russo | 7             |
| Team Lotus                  | Lotus          | 44             | Ford Cosworth SCA 1.0 L4                                   | D     | Gerhard Mitter         | 6             |
| Team Lotus                  | Lotus          | 44             | Ford Cosworth SCA 1.0 L4                                   | D     | Pedro Rodríguez        | 6             |
| Team Lotus                  | Lotus          | 44             | Ford Cosworth SCA 1.0 L4                                   | D     | Piers Courage          | 6             |
| Reg Parnell Racing          | Lotus Ferrari  | 25 246         | BRM P56 2.0 V8 BRM P60 1.9 V8 Ferrari 228 2.4 V6           | F     | Mike Spence            | Toutes        |
| Reg Parnell Racing          | Lotus Ferrari  | 25 246         | BRM P56 2.0 V8 BRM P60 1.9 V8 Ferrari 228 2.4 V6           | F     | Giancarlo Baghetti     | 7             |
| Brabham Racing Organisation | Brabham        | BT19 BT22 BT20 | Repco 620 3.0 V8 Climax FPF 2.8 L4                         | G     | Jack Brabham           | Toutes        |
| Brabham Racing Organisation | Brabham        | BT19 BT22 BT20 | Repco 620 3.0 V8 Climax FPF 2.8 L4                         | G     | Denny Hulme            | Toutes        |
| Brabham Racing Organisation | Brabham        | BT19 BT22 BT20 | Repco 620 3.0 V8 Climax FPF 2.8 L4                         | G     | Chris Irwin            | 4             |
| Cooper Car Company          | Cooper         | T81            | Maserati 9/F1 3.0 V12                                      | D     | Richie Ginther         | 1-2           |
| Cooper Car Company          | Cooper         | T81            | Maserati 9/F1 3.0 V12                                      | D     | Jochen Rindt           | Toutes        |
| Cooper Car Company          | Cooper         | T81            | Maserati 9/F1 3.0 V12                                      | D     | Chris Amon             | 3             |
| Cooper Car Company          | Cooper         | T81            | Maserati 9/F1 3.0 V12                                      | D     | John Surtees           | 3-9           |
| Cooper Car Company          | Cooper         | T81            | Maserati 9/F1 3.0 V12                                      | D     | Moisés Solana          | 9             |
| Owen Racing Organisation    | BRM            | P261 P83       | BRM P60 2.0 V8 BRM P75 3.0 H16                             | D     | Graham Hill            | Toutes        |
| Owen Racing Organisation    | BRM            | P261 P83       | BRM P60 2.0 V8 BRM P75 3.0 H16                             | D     | Jackie Stewart         | 1-2, 4-9      |
| Rob Walker Racing Team      | Brabham Cooper | BT11 T81       | BRM P60 2.0 V8 Maserati 9/F1 3.0 V12                       | D     | Joseph Siffert         | 1-5, 7-9      |
| DW Racing Enterprises       | Brabham        | BT11           | Climax FPF 2.8 L4                                          | F     | Bob Anderson           | 1, 3-7        |
| Scuderia Ferrari SpA SEFAC  | Ferrari        | 246 312        | Ferrari 228 2.4 V6 Ferrari 218 3.0 V12                     | F     | Lorenzo Bandini        | 1-3, 5-8      |
| Scuderia Ferrari SpA SEFAC  | Ferrari        | 246 312        | Ferrari 228 2.4 V6 Ferrari 218 3.0 V12                     | F     | John Surtees           | 1-2           |
| Scuderia Ferrari SpA SEFAC  | Ferrari        | 246 312        | Ferrari 228 2.4 V6 Ferrari 218 3.0 V12                     | F     | Mike Parkes            | 3, 5-7        |
| Scuderia Ferrari SpA SEFAC  | Ferrari        | 246 312        | Ferrari 228 2.4 V6 Ferrari 218 3.0 V12                     | F     | Ludovico Scarfiotti    | 6-7           |
| Joakim Bonnier Racing Team  | Cooper Brabham | T81 BT22 BT7   | Maserati 9/F1 3.0 V12 Climax FPF 2.8 L4 Climax FWMV 2.0 V8 | D F   | Joakim Bonnier         | Toutes        |
| Team Chamaco Collect        | BRM            | P261           | BRM P60 2.0 V8                                             | G     | Bob Bondurant          | 1-2, 4, 6-7   |
| Team Chamaco Collect        | BRM            | P261           | BRM P60 2.0 V8                                             | G     | Vic Wilson             | 2             |
| Guy Ligier                  | Cooper         | T81            | Maserati 9/F1 3.0 V12                                      | D     | Guy Ligier             | 1-6           |
| Anglo American Racers       | Eagle          | Mk1            | Climax FPF 2.8 L4 Weslake 58 3.0 V12                       | G     | Dan Gurney             | 2-9           |
| Anglo American Racers       | Eagle          | Mk1            | Climax FPF 2.8 L4 Weslake 58 3.0 V12                       | G     | Phil Hill              | 7             |
| Anglo American Racers       | Eagle          | Mk1            | Climax FPF 2.8 L4 Weslake 58 3.0 V12                       | G     | Bob Bondurant          | 8-9           |
| David Bridges               | Brabham        | BT11           | BRM P60 2.0 V8                                             | G     | John Taylor            | 3-6           |
| Shannon Racing Cars         | Shannon        | SH1            | Climax FPE 3.0 V8                                          | D     | Trevor Taylor          | 4             |
| J.A. Pearce Engineering Ltd | Cooper         | T73            | Ferrari 218 3.0 V12                                        | D     | Chris Lawrence         | 4, 6          |
| Caltex Racing Team          | Brabham        | BT18           | Ford Cosworth SCA 1.0 L4                                   | D     | Kurt Ahrens            | 6             |
| Tyrrell Racing Organisation | Matra          | MS5            | BRM 1.0 L4 Ford Cosworth SCA 1.0 L4                        | D     | Hubert Hahne           | 6             |
| Tyrrell Racing Organisation | Matra          | MS5            | BRM 1.0 L4 Ford Cosworth SCA 1.0 L4                        | D     | Jacky Ickx             | 6             |
| Roy Winkelmann Racing       | Brabham        | BT18           | Ford Cosworth SCA 1.0 L4                                   | D     | Hans Herrmann          | 6             |
| Roy Winkelmann Racing       | Brabham        | BT18           | Ford Cosworth SCA 1.0 L4                                   | D     | Alan Rees              | 6             |
| Matra Sports                | Matra          | MS5            | Ford Cosworth SCA 1.0 L4                                   | D     | Jo Schlesser           | 6             |
| Matra Sports                | Matra          | MS5            | Ford Cosworth SCA 1.0 L4                                   | D     | Jean-Pierre Beltoise   | 6             |
| Silvio Moser                | Brabham        | BT16           | Ford Cosworth SCA 1.0 L4                                   | D     | Silvio Moser           | 6             |
| Honda R&D Company           | Honda          | RA273          | Honda RA273E 3.0 V12                                       | G     | Richie Ginther         | 7-9           |
| Honda R&D Company           | Honda          | RA273          | Honda RA273E 3.0 V12                                       | G     | Ronnie Bucknum         | 8-9           |
| Chris Amon                  | Brabham        | BT11           | BRM P60 1.9 V8                                             | D     | Chris Amon             | 7             |
| Bernard White Racing        | BRM            | P261           | BRM P60 1.9 V8                                             | D     | Innes Ireland          | 8-9           |

- Les écuries et pilotes sur fond rose ont participé au Grand Prix d'Allemagne en catégorie F2.

## Résumé du championnat du monde 1966
La saison débute à Monaco avec des concurrents qui pour la plupart ne sont pas prêts pour la nouvelle règlementation. Seuls Ferrari, Cooper et Brabham bénéficient d'un moteur de 3 litres de cylindrée. Sur ce circuit où l'agilité compte plus que la puissance pure, les Lotus et BRM conservent leur chance malgré leurs vieux 1,5 litre portés à 2 litres. Même Ferrari préfère mettre ses œufs dans plusieurs paniers puisque Bandini pilote une voiture dotée du V6 de 2,4 litres, à la grande fureur de John Surtees, obligé de faire débuter le lourd V12 de 3 litres. Surtees prend la tête de la course au départ mais il doit finalement abandonner et céder la victoire à Jackie Stewart sur sa BRM de 2 litres. 
En Belgique, sur le long tracé de Spa-Francorchamps, la pluie vient semer le trouble. Partis sur une piste sèche, les concurrents se font surprendre dès le premier tour par une averse à l'autre bout du circuit. En l'espace de quelques hectomètres, le peloton est décimé. Coincé de longues minutes à l'envers dans l'habitacle de sa BRM, Jackie Stewart doit être secouru par son coéquipier Graham Hill, lui aussi sorti de route, qui est allé chercher des instruments de désincarcération dans une maison en bordure de piste. Rescapé d'une série de pirouettes, Jochen Rindt parvient à remonter comme une balle sur Surtees puis à le dépasser avant qu'une défaillance de sa Cooper n'offre la victoire à Surtees. Surtees, exaspéré par la politique interne de la Scuderia où le directeur sportif Eugenio Dragoni a grand mal à dissimuler sa préférence pour Bandini, signe là sa dernière victoire en rouge : quelques jours plus tard, il claque la porte de la Scuderia à la suite d'un conflit à propos de la composition des équipages pour les 24 Heures du Mans. 
À Reims, sur un tracé favorable à la puissance pure, Bandini signe la première pole de sa carrière. À ses côtés, il retrouve son nouvel équipier Mike Parkes, jusque-là pilote essayeur de la Scuderia, ainsi que son ancien : John Surtees a trouvé refuge chez Cooper où il remplace Richie Ginther, rappelé par Honda. Bien parti pour s'imposer et prendre le large au championnat, Bandini abandonne en vue de l'arrivée et offre la victoire à Jack Brabham qui ravit du même coup la tête du championnat. C'est la première fois dans l'histoire du championnat du monde de Formule 1 qu'un pilote gagne un Grand Prix au volant d'une voiture de sa conception (seuls Dan Gurney en 1967 et Bruce McLaren en 1968 feront de même à Spa-Francorchamps).
À Brands-Hatch, en l'absence surprise des Ferrari (la Scuderia invoquera des mouvements sociaux en Italie, mais certains y verront une manière d'éviter un fiasco annoncé, le V12 Ferrari s'avérant peu compétitif car trop lourd et encombrant), Brabham s'impose à nouveau au terme d'une nette domination. L'écurie australienne signe même un doublé, Hulme décrochant la deuxième place. En dehors de l'énigme Ferrari, l'écurie Brabham apparaît comme la mieux armée puisque les débuts du moteur H16 chez BRM et Lotus sont très décevants. 
À Zandvoort, puis au Nürburgring, Brabham signe deux nouveaux succès qui lui assurent quasiment le titre mondial, Surtees conservant une infime chance de lui ravir le titre. Malgré son abandon précoce, c'est à Monza que Brabham est officiellement titré, dans une course dominée par les surpuissantes Ferrari (victoire de Scarfiotti devant Parkes).
À Watkins Glen, dans une course sans enjeu, le champion du monde en titre Jim Clark se rappelle au bon souvenir de tous en faisant triompher la Lotus-BRM H16 après avoir profité des abandons de Brabham et Bandini puis, au Mexique, Surtees s'impose sur la Cooper Maserati. Jack Brabham remporte le championnat du monde des pilotes tandis que son équipe décroche le titre constructeurs : c'est la première fois depuis la création du championnat du monde en 1950 qu'un pilote s'impose au championnat sur une voiture de sa conception.
Le film Grand Prix est une version romancée de la saison 1966, qui comporte des images réelles des courses de 1966 mêlées aux scènes d'acteurs (trois Oscars).

## Grands Prix de la saison 1966
| no  | Date        | Grand Prix                    | Lieu              | Vainqueur           | Écurie          | Pole position   | Record du tour      | Résumé |
| --- | ----------- | ----------------------------- | ----------------- | ------------------- | --------------- | --------------- | ------------------- | ------ |
| 142 | 22 mai      | Grand Prix de Monaco          | Monaco            | Jackie Stewart      | BRM             | Jim Clark       | Lorenzo Bandini     | Résumé |
| 143 | 12 juin     | Grand Prix de Belgique        | Spa-Francorchamps | John Surtees        | Ferrari         | John Surtees    | John Surtees        | Résumé |
| 144 | 3 juillet   | Grand Prix de France          | Reims             | Jack Brabham        | Brabham-Repco   | Lorenzo Bandini | Lorenzo Bandini     | Résumé |
| 145 | 16 juillet  | Grand Prix de Grande-Bretagne | Brands Hatch      | Jack Brabham        | Brabham-Repco   | Jack Brabham    | Jack Brabham        | Résumé |
| 146 | 24 juillet  | Grand Prix des Pays-Bas       | Zandvoort         | Jack Brabham        | Brabham-Repco   | Jack Brabham    | Denny Hulme         | Résumé |
| 147 | 7 août      | Grand Prix d'Allemagne        | Nürburgring       | Jack Brabham        | Brabham-Repco   | Jim Clark       | John Surtees        | Résumé |
| 148 | 4 septembre | Grand Prix d'Italie           | Monza             | Ludovico Scarfiotti | Ferrari         | Mike Parkes     | Ludovico Scarfiotti | Résumé |
| 149 | 2 octobre   | Grand Prix des États-Unis     | Watkins Glen      | Jim Clark           | Lotus-BRM       | Jack Brabham    | John Surtees        | Résumé |
| 150 | 23 octobre  | Grand Prix du Mexique         | Mexico            | John Surtees        | Cooper-Maserati | John Surtees    | Richie Ginther      | Résumé |

## Classement des pilotes
| Classement | Pilote              | Pays             | Voiture                             | Nombre de points |
| ---------- | ------------------- | ---------------- | ----------------------------------- | ---------------- |
| 1er        | Jack Brabham        | Australie        | Brabham-Repco                       | 42 (45)          |
| 2e         | John Surtees        | Royaume-Uni      | Ferrari et Cooper-Maserati          | 28               |
| 3e         | Jochen Rindt        | Autriche         | Cooper-Maserati                     | 22 (24)          |
| 4e         | Denny Hulme         | Nouvelle-Zélande | Brabham-Repco                       | 18               |
| 5e         | Graham Hill         | Royaume-Uni      | BRM                                 | 17               |
| 6e         | Jim Clark           | Royaume-Uni      | Lotus-Climax et Lotus-BRM           | 16               |
| 7e         | Jackie Stewart      | Royaume-Uni      | BRM                                 | 14               |
| 8e         | Mike Parkes         | Royaume-Uni      | Ferrari                             | 12               |
| 9e         | Lorenzo Bandini     | Italie           | Ferrari                             | 12               |
| 10e        | Ludovico Scarfiotti | Italie           | Ferrari                             | 9                |
| 11e        | Richie Ginther      | États-Unis       | Cooper-Maserati et Honda            | 5                |
| 12e        | Dan Gurney          | États-Unis       | Eagle-Climax                        | 4                |
| 13e        | Mike Spence         | Royaume-Uni      | Lotus-BRM                           | 4                |
| 14e        | Bob Bondurant       | États-Unis       | BRM                                 | 3                |
| 15e        | Joseph Siffert      | Suisse           | Cooper-Maserati                     | 3                |
| 16e        | Bruce McLaren       | Nouvelle-Zélande | McLaren-Serenissima et McLaren-Ford | 3                |
| 17e        | Peter Arundell      | Royaume-Uni      | Lotus-Climax                        | 1                |
| 18e        | Bob Anderson        | Royaume-Uni      | Brabham-Climax                      | 1                |
| 19e        | Joakim Bonnier      | Suède            | Cooper-Maserati                     | 1                |
| 20e        | John Taylor         | Royaume-Uni      | Brabham-BRM                         | 1                |

## Classement des constructeurs
| Classement | Pays        | Voiture             | Nombre de points |
| ---------- | ----------- | ------------------- | ---------------- |
| 1er        | Royaume-Uni | Brabham-Repco       | 42 (49)          |
| 2e         | Italie      | Ferrari             | 31 (32)          |
| 3e         | Royaume-Uni | Cooper-Maserati     | 30 (35)          |
| 4e         | Royaume-Uni | BRM                 | 22               |
| 5e         | Royaume-Uni | Lotus- BRM          | 13               |
| 6e         | Royaume-Uni | Lotus-Climax        | 8                |
| 7e         | États-Unis  | Eagle-Climax        | 4                |
| 8e         | Japon       | Honda               | 3                |
| 9e         | Royaume-Uni | McLaren-Ford        | 2                |
| 10e        | Royaume-Uni | Brabham-Climax      | 1                |
| 11e        | Royaume-Uni | McLaren-Serenissima | 1                |
| 12e        | Royaume-Uni | Brabham-BRM         | 1                |
| 13e        | Royaume-Uni | Cooper-Ferrari      | 0                |
| 14e        | États-Unis  | Eagle-Weslake       | 0                |
| 15e        | Royaume-Uni | Shannon-Climax      | 0                |

## Liste des Grands Prix disputés cette saison ne comptant pas pour le championnat du monde de Formule 1
| Nom                         | Circuit       | Date         | Vainqueur    | Constructeur  |
| --------------------------- | ------------- | ------------ | ------------ | ------------- |
| Grand Prix d'Afrique du Sud | Prince George | 1er janvier  | Mike Spence  | Lotus-Climax  |
| Grand Prix de Syracuse      | Syracuse      | 1er mai      | John Surtees | Ferrari       |
| BRDC International Trophy   | Silverstone   | 14 mai       | Jack Brabham | Brabham-Repco |
| International Gold Cup      | Oulton Park   | 17 septembre | Jack Brabham | Brabham-Repco |